# Campeonato Nacional de Voleibol Masculino
O Campeonato Nacional de Voleibol Masculino é a principal competição profissional de clubes de voleibol masculino de Portugal. O torneio é organizado pela Federação Portuguesa de Voleibol e é disputado por 12 clubes.
Os clubes que terminem a fase regular entre o 1º e o 4º lugar ganham o direito de disputar os "playoffs" que determinam o campeão nacional (designado Campeão de Elite desde 2014-15). Os clubes que terminem a fase regular entre o 5º e o 8º lugar disputam, numa segunda fase em eliminatórias, o quinto ao oitavo lugar da classificação final.
O clube que acabar em terceiro nos playoffs de apuramento do campeão e o quinto classificado da segunda fase disputam, ainda, o título (secundário) de Campeão da 1ª Divisão. O Campeão de Elite e o vice-campeão qualificam-se para a Challenge Cup de Voleibol Masculino.

## Participantes
Participantes do Campeonato Nacional de Voleibol na edição de 2024/25.
| Equipa                | Localização       | Pavilhão                                  |
| --------------------- | ----------------- | ----------------------------------------- |
| Académica de Espinho  | Espinho           | Pavilhão Arquitecto Jerónimo Reis         |
| Académica São Mamede  | Funchal           | Pavilhão Eduardo Soares                   |
| Ala de Gondomar       | Gondomar          | Pavilhão Ala Nun' Álvares                 |
| SL Benfica            | Lisboa            | Pavilhão da Luz Nº 2                      |
| Castêlo da Maia       | Maia              | Pavilhão do Castêlo da Maia Ginásio Clube |
| Fonte do Bastardo     | Fonte Bastardo    | Pavilhão Desportivo Vitorino Nemésio      |
| Leixões SC            | Matosinhos        | Nave Ilídio Ramos                         |
| Atlântico da Madalena | Vila Nova de Gaia | Pavilhão Municipal Atlântico da Madalena  |
| Sporting CP           | Lisboa            | Pavilhão João Rocha                       |
| Sporting de Espinho   | Espinho           | Nave Polivalente de Espinho               |
| Viana                 | Viana do Castelo  | Pavilhão Municipal de Santa Maria Maior   |
| Vitória SC            | Guimarães         | Pavilhão Unidade Vimaranense              |

## Campeões e Resultados
Ver palmarés oficial da modalidade:
| 1ª Divisão | 1ª Divisão              | 1ª Divisão |
| Ano        | Campeão                 |            |
| ---------- | ----------------------- | ---------- |
| 1946/47    | A.E.I.S. Técnico        |            |
| 1947/48    | A.E.I.S. Técnico (2)    |            |
| 1948/49    | A.E.I.S. Técnico (3)    |            |
| 1949/50    | A.E.I.S. Técnico (4)    |            |
| 1950/51    | A.E.I.S. Técnico (5)    |            |
| 1951/52    | A.E.I.S. Técnico (6)    |            |
| 1952/53    | A.E.I.S. Técnico (7)    |            |
| 1953/54    | Sporting CP             |            |
| 1954/55    | A.E.I.S. Técnico (8)    |            |
| 1955/56    | Sporting CP (2)         |            |
| 1956/57    | Sporting de Espinho     |            |
| 1957/58    | A.E.I.S. Técnico (9)    |            |
| 1958/59    | Sporting de Espinho (2) |            |
| 1959/60    | A.E.I.S. Técnico (10)   |            |
| 1960/61    | Sporting de Espinho (3) |            |
| 1961/62    | Lisboa Ginásio Clube    |            |
| 1962/63    | Sporting de Espinho (4) |            |

| 1ª Divisão | 1ª Divisão              | 1ª Divisão |
| Ano        | Campeão                 |            |
| ---------- | ----------------------- | ---------- |
| 1963/64    | Leixões SC              |            |
| 1964/65    | Sporting de Espinho (5) |            |
| 1965/66    | A.E.I.S. Técnico (11)   |            |
| 1966/67    | A.E.I.S. Técnico (12)   |            |
| 1967/68    | A.E.I.S. Técnico (13)   |            |
| 1968/69    | FC Porto                |            |
| 1969/70    | FC Porto (2)            |            |
| 1970/71    | FC Porto (3)            |            |
| 1971/72    | Leixões SC (2)          |            |
| 1972/73    | FC Porto (4)            |            |
| 1973/74    | Leixões SC (3)          |            |
| 1974/75    | FC Porto (5)            |            |
| 1975/76    | Leixões SC (4)          |            |
| 1976/77    | FC Porto (6)            |            |
| 1977/78    | FC Porto (7)            |            |
| 1978/79    | Leixões SC (5)          |            |
| 1979/80    | Leixões SC (6)          |            |

| 1ª Divisão | 1ª Divisão               | 1ª Divisão |
| Ano        | Campeão                  |            |
| ---------- | ------------------------ | ---------- |
| 1980/81    | SL Benfica               |            |
| 1981/82    | Leixões SC (7)           |            |
| 1982/83    | Esmoriz                  |            |
| 1983/84    | Esmoriz (2)              |            |
| 1984/85    | Sporting de Espinho (6)  |            |
| 1985/86    | FC Porto (8)             |            |
| 1986/87    | Sporting de Espinho (7)  |            |
| 1987/88    | FC Porto (9)             |            |
| 1988/89    | Leixões SC (8)           |            |
| 1989/90    | Académica de Espinho     |            |
| 1990/91    | SL Benfica (2)           |            |
| 1991/92    | Sporting CP (3)          |            |
| 1992/93    | Sporting CP (4)          |            |
| 1993/94    | Sporting CP (5)          |            |
| 1994/95    | Sporting de Espinho (8)  |            |
| 1995/96    | Sporting de Espinho (9)  |            |
| 1996/97    | Sporting de Espinho (10) |            |

## Títulos por clube
| Títulos de Campeão Nacional de Voleibol Masculino | Títulos de Campeão Nacional de Voleibol Masculino | Títulos de Campeão Nacional de Voleibol Masculino | Títulos de Campeão Nacional de Voleibol Masculino |
| #                                                 | Equipa                                            | Títulos                                           | Épocas Campeões |
| ------------------------------------------------- | ------------------------------------------------- | ------------------------------------------------- | --- |
| 1                                                 | Sporting de Espinho                               | 18                                                | 1956–57, 1958–59, 1960–61, 1962–63, 1964–65, 1984–85, 1986–87, 1994–95, 1995–96, 1996–97, 1997–98, 1998–99, 1999–00, 2005–06, 2006–07, 2008–09, 2009–10, 2011–12 |
| 2                                                 | A.E.I.S. Técnico                                  | 13                                                | 1946–47, 1947–48, 1948–49, 1949–50, 1950–51, 1951–52, 1952–53, 1954–55, 1957–58, 1959–60, 1965–66, 1966–67, 1967–68                                              |
| 3                                                 | SL Benfica                                        | 12                                                | 1980–81, 1990–91, 2004–05, 2012–13, 2013–14, 2014–15, 2016–17, 2018–19, 2020–21, 2021–22, 2022–23, 2023–24                                                       |
| 4                                                 | FC Porto                                          | 9                                                 | 1968–69, 1969–70, 1970–71, 1972–73, 1974–75, 1976–77, 1977–78, 1985–86, 1987–88                                                                                  |
| 5                                                 | Leixões SC                                        | 8                                                 | 1963–64, 1971–72, 1973–74, 1975–76, 1978–79, 1979–80, 1981–82, 1988–89                                                                                           |
| 6                                                 | Sporting CP                                       | 7                                                 | 1953–54, 1955–56, 1991–92, 1992–93, 1993–94, 2017–18, 2024-25 |
| 7                                                 | Castêlo da Maia                                   | 4                                                 | 2000–01, 2001–02, 2002–03, 2003–04 |
| 8                                                 | Esmoriz                                           | 2                                                 | 1982–83, 1983–84 |
| 9                                                 | Fonte do Bastardo                                 | 2                                                 | 2010–11, 2015–16 |
| 10                                                | Vitória SC                                        | 1                                                 | 2007–08 |
| 11                                                | Académica de Espinho                              | 1                                                 | 1989–90 |
| 12                                                | Lisboa Ginásio Clube                              | 1                                                 | 1961–62 |